# Octobre 1809

## Événements

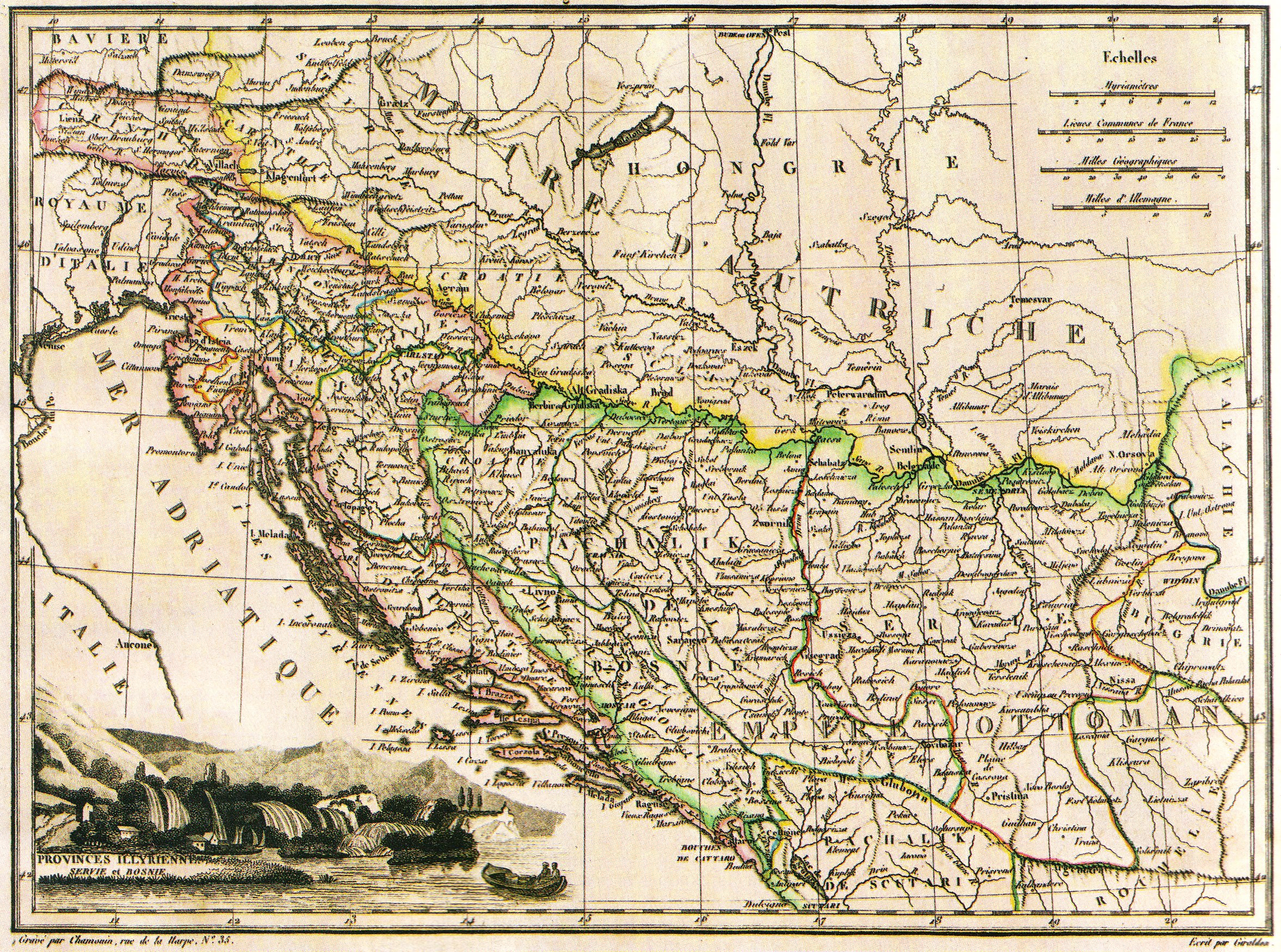
14 octobre : création des Provinces illyriennes.

- Speranski présente au tsar Alexandre Ier de Russie son « Plan de réforme de l’État », préconisant l’établissement progressif d’une monarchie constitutionnelle[1].

- 4 octobre : début du ministère tory de Spencer Perceval, premier ministre du Royaume-Uni[2] (fin en 1812).

- 8 octobre, Autriche : Metternich est nommé chancelier et ministre des Affaires étrangères[3]. Après la défaite, Stadion et l’archiduc Charles sont renvoyés au profit de Metternich (chancelier, 1809-1817) et de Schwarzenberg (ambassadeur d’Autriche à Paris). Metternich joue l’alliance française de 1809 à 1813.

- 14 octobre, Vienne : paix de Schönbrunn[4].
  - La Haute-Autriche et Salzbourg sont cédés à la Bavière qui conserve le Tyrol septentrional, tandis que le Tyrol méridional va au royaume d'Italie, vassal de la France.
  - Une partie de la Carinthie, la Carniole et la Croatie méridionale sont cédés à la France et formeront, avec la Dalmatie, Trieste et l’Istrie, les Provinces illyriennes avec Ljubljana pour capitale (fin en octobre 1813)[4]. Abolition de la république de Raguse. La création des Provinces illyriennes permet à Napoléon de fermer l’accès de l’Autriche à la mer, de contrôler l’Adriatique et de renforcer le blocus continental.
  - L’Autriche cède la Galicie occidentale, Cracovie et Lublin au grand-duché de Varsovie et Tarnopol à la Russie. Le tsar s’oppose à toute restauration de la Pologne. Vienne conserve le royaume de Galicie, malgré l’accueil qui avait reçu les troupes de Józef Poniatowski.

- 18 octobre : victoire espagnole à la bataille de Tamames[5].

- 22 octobre, guerre russo-turque : Bagration arrête une armée turque supérieure en nombre à Tataritsa, mais doit lever le siège de Silistra en raison du manque de matériel et de munitions. Il s'empare des forteresses de Izmaïl et Brăila à la fin de l’année[6].

## Naissances
- 7 octobre : Johann Heinrich Blasius (mort en 1870), zoologiste allemand.
- 19 octobre : François Broustin (mort en 1874), homme politique belge.

## Décès
- 1er octobre : Jacques Barraband (né en 1768), peintre ornithologique français.
- 8 octobre : Leonardus van der Voort (né en 1762), homme politique néerlandais.
- 11 octobre : Meriwether Lewis (né en 1774), explorateur américain.